# Manuel de Acevedo y Zúñiga
Manuel de Acevedo y Zúñiga conte di Monterrey (Villalpando, 1586 – Madrid, 12 novembre 1653) è stato Viceré del Regno di Napoli dal 14 maggio 1631 al 12 novembre 1637.

## Biografia
Quando Fernando Afán de Ribera y Enríquez duca di Alcalá nei primi giorni del 1631 fu richiamato dal Regno di Napoli “a giustificarsi alla Corte”, fu sostituito temporaneamente da Manuel de Acevedo y Zúñiga conte di Monterrey; ma l'arrivo a corte della moglie Eleonora lasciò intendere che si trattava di ben altro che di un interim. Difatti l'Alcalà non venne più riconfermato alla carica viceregia napoletana (nonostante non fosse scaduto il suo mandato), ma venne trasferito direttamente in Sicilia, dove restò per sei anni.
Il Monterrey, dopo l'entrata trionfale e il giuramento ufficiale, cominciò la sua attività politica nel Regno. Egli era un uomo molto potente, appartenente ad una ricca famiglia spagnola, figlio di Gaspar de Azevedo y Zuñiga, conte di Monterrey, capitano generale e viceré della Nuova Spagna e del Perù. Inoltre era doppiamente cognato a Gaspar de Guzmán y Pimentel conte di Olivares, figlio del conte Enrique de Guzmán viceré di Napoli dal 1595 al 1599, avendone sposato la sorella Eleonora, mentre questi aveva a sua volta sposato una sorella del Monterrey, Inès de Zuñiga. Gaspar de Guzmán conte di Olivares era una delle personalità più influenti nella corte spagnola. Inizialmente fu avviato alla carriera ecclesiastica ma, dal 1621, entrò a far parte del Consiglio di Stato come ministro della Corona e fu nominato dal re Gran Ciambellano e Cancelliere delle Indie. Con queste cariche resse, di fatto, le sorti della monarchia fino al 1643. Molto probabilmente fu grazie alla relazione di parentela con l'Olivares che il conte di Monterrey fu nominato presidente del Supremo Consiglio d'Italia, poi inviato come ambasciatore di Spagna presso la Santa Sede e infine mandato a Napoli, dove il 14 maggio 1631, prese possesso della carica di viceré di quel Regno.